# Grandoso
Grandoso es una localidad española perteneciente al municipio de Boñar, en la provincia de León, comunidad autónoma de Castilla y León.
Enclavado en la montaña oriental leonesa a 45 km de León y 4.5 km de Boñar, es uno de los cinco pueblos que conformaba el antiguo Condado de Colle (junto a Llama, Felechas, Vozmediano y los tres barrios de Colle: el barrio del obispo, la Viliella y Muriellos). Su iglesia parroquial está dedicada a San Adriano y Santa Natalia.

## Geografía

### Ubicación
Se encuentra en el pie de monte de la cordillera cantábrica, en el límite sur del alto porma.
Se asienta a la solana de un cordal montañoso formado por la peña del cuevo y la "era el agua" entre el arroyo Solallomba y el de las Escabanillas. 
Es lugar de tránsito entre el valle del río Porma y el del Esla. El eje subcantábrico cruza el pueblo (Carretera autonómica CL-626).
| Noroeste: Voznuevo          | Norte: Adrados | Noreste: Vozmediano |
| Oeste: Voznuevo y Las Bodas |                | Este: Colle         |
| Suroeste Las Bodas          | Sur: Veneros   | Sureste: Llama      |

## Historia
De Grandoso se habla ya en el año 996 en que este pueblo es donado a los monasterios de San Salvador de Boñar y de Sahagún. En la Edad Media pertenecía al condado de Colle.
Así se describe Grandoso a mediados del siglo XIX en el Diccionario  que elaboró el por entonces ministro de hacienda Pascual Madoz: 

Lugar en la provincia y diócesis de León, partido judicial de La Vecilla, audiencia territorial y capitanía general de Valladolid, ayuntamiento de Boñar. SITUADO cerca del río Porma; su clima es bastante sano. Tiene unas 30 casas, iglesia parroquial (San Adrián y Sta. Natalia), servida por un cura de ingreso y presentación del Marqués de Astorga, y buenas aguas potables. Confina N. Adrados; E. Llamas de Colle; S. Veneros, y O. Voznuevo y Boñar. El TERRENO es de mediana calidad. Los CAMINOS son locales. PRODUCTOS: granos y pastos; cría ganados y alguna caza. POBLACIÓN: 29 vecinos., 130 almas. CONTRIBUCIÓN: Con el ayuntamiento.
Diccionario geográfico-estadístico-histórico de España y sus posesiones de Ultramar

## Demografía
Evolución de la población
| Gráfica de evolución demográfica de Grandoso entre 2000 y 2023     |
|                                                                    |
| Población de derecho (2000-2023) según el padrón municipal del INE |